# Émilie Le Pennec
Émilie Le Pennec (Colombes, 31 dicembre 1987) è una ginnasta francese.

## Biografia
Ai campionati juniores europei nel 2002 vince un bronzo a squadre. L'anno dopo partecipa nella categoria senior ai Mondiali. Nel 2004 ottiene la medaglia d'oro olimpica alle parallele. Nel 2005 vince due medaglie agli europei: un oro alle parallele e un bronzo al corpo libero.